# 末永遥
末永 遥（すえなが はるか、1986年7月22日 - ）は、日本の女優、ファッションモデル。
神奈川県出身。ヴィレッジエンターテイメント事業部所属。

## 略歴
5歳で芸能界に入り、雑誌モデルやCM子役を経て1994年に連続テレビ小説『かりん』で女優デビュー。
1996年、大正製薬のパブロンSゴールドのCMに出演。その後は『おはスタ』のおはじぇんぬ（小コーナー「おはじぇんぬ」を担当する女の子）（1998年）・おはガール（1999年）や少女向けファッション雑誌『ピチレモン』（学研）のファッションモデル（ピチモ）を務め、ジュニアアイドルとして活動。
2001年、テレビ朝日の『氷点2001』に陽子役で出演、その後は女優業を中心に活動する。
2006年、スーパー戦隊シリーズ『轟轟戦隊ボウケンジャー』に西堀さくら / ボウケンピンク役で出演。
2007年、フジテレビのドラマ『ライフ〜壮絶なイジメと闘う少女の物語〜』では、いじめ役である岩本みどりを演じた。作中の「おめーの席ねぇから！」というセリフがインターネット・ミームとなった。このことについて末永は、「反響が大きく、ボウケンジャーでファンになった人たちに怒られたんです。しかし、良い意味でボウケンジャーを引きずりたくなく、あそこまでやれてよかった、それだけ目立っていたということだし、ポジティブに考えているんです」と語っている。
2012年、ハーキュリーズからヴィレッジエンターテイメント事業部へ移籍。
2014年2月22日、以前から交際していたアテネ五輪柔道銀メダリストの泉浩と結婚。
2017年9月11日、第1子妊娠を報告。同年12月3日に第1子男児を出産した。
2022年7月19日、第2子妊娠を報告。同年11月11日に第2子女児を出産した。

## 人物
- 3姉妹の次女。
- 全日本少林拳武徳会初代宗家の末永節は曽祖父[9]。
- 目標の女優は山口智子。
- 食に関しては不自由な部分があり、カレーなど、スパイス系の食べ物のアレルギーを持っている。『ボウケンジャー』では大の甘党という役柄を演じたが、実は甘い物が苦手のようである。

## 出演

### 映画
- REX 恐竜物語（1993年7月3日、松竹）
- さわこの恋2 1000マイルも離れて（1995年5月27日、ケイエスエス） - さわこ（幼少時代） 役
- 日本一短い「母」への手紙（1995年11月23日、東映） - 前原真紀 役
- KOKKURI（1997年5月24日、日活） - 麻子（幼少時代） 役
- バトル・ロワイアルII 【鎮魂歌】（2003年7月5日、東映） - 久瀬遙 役
- 八月のかりゆし（2003年8月2日、ギャガ・コミュニケーションズ） - マレニ 役
- day alone 〜マノーラと姫ちゃん〜（2005年） - 龍居優香 役
- 轟轟戦隊ボウケンジャー THE MOVIE 最強のプレシャス（2006年8月5日、東映） - 西堀さくら / ボウケンピンク 役
- 山のあなた〜徳市の恋〜（2008年5月24日、東宝） - 鮎子 役
- 交渉人 THE MOVIE タイムリミット高度10,000mの頭脳戦（2010年2月11日、東映）
- 聖家族〜大和路（2010年5月8日、カエルカフェ） - 神崎沙羅 役
- ルパンの奇巌城（2011年5月7日、カエルカフェ） - 佐智子 役
- さまよう小指（2014年9月24日、スターダストピクチャーズ） - 真奈美 役

### テレビドラマ
- かりん 第150・151話（1994年、NHK総合） - 小森晶江 役
- 金曜エンタテイメント 金田一耕助シリーズ（5）「犬神家の一族」（1994年、フジテレビ）
- HOTEL'95 第16話「約束!!」（1995年、TBS） - 心臓病の少女 役
- ヘルプ!（1995年、フジテレビ） - 松下愛美 役
- 4人のサンタクロース（1995年、フジテレビ） - 謎の少女 役
- 料理人・豪太が行く'96（1996年、関西テレビ）
- みにくいアヒルの子（1996年、フジテレビ） - 鈴本梨花 役
  - みにくいアヒルの子・涙の卒業スペシャル（1998年、フジテレビ）
- ドク 第3話（1996年、フジテレビ） - 少年野球を応援する少女 役
- 天才てれびくん妖怪すくらんぶる 第10話「恋の炎は…!」（1997年、NHK） - たまも舞 役
- はみだし刑事情熱系 第2シリーズ 第15話「殺人懸賞金1000万要求！銭ゲバ女の涙…」（1997年、テレビ朝日） - 浜田サチ 役
- shin-D TOO YOUNG!!（1997年、日本テレビ）
- はぐれ刑事純情派 第11シリーズ 第3話「転職で躓いた男! 家族の災難」（1998年、テレビ朝日） - 丸山沙織 役
  - はぐれ刑事純情派ファイナル 第3話（2005年、テレビ朝日） - 河口響子 役
- 女浮気調査員 暮林陽子（1998年、フジテレビ） - 暮林カオル 役
- 怖い日曜日〜2000〜 第19話「水筒」（2000、日本テレビ）
- 史上最悪のデート 第17話（2001年4月1日、日本テレビ） - ナナコ 役
- ムコ殿（2001年、フジテレビ） - 幸子（剣道部の後輩） 役
  - ムコ殿2003（2003年、フジテレビ） - 石原あきら（四女） 役
- 氷点2001（2001年、テレビ朝日） - 辻口陽子 役
- 温かなお皿（2001年12月25日、関西テレビ） - 藤島秋美 役
- 人にやさしく 第5話（2002年2月4日、フジテレビ） - つぐみ学園生 役
- ぶどうの木 里親と子供たちの愛の物語（2003年11月7日、フジテレビ） - 永井幸 役
- VICTORY! 〜フットガールズの青春〜（2003年11月22日、フジテレビ） - 滝沢智恵美 役
- ほんとにあった怖い話 1st-9回3話「真夜中の珍客」（2004年3月、フジテレビ） - 遠藤貴子 役
- 水曜プレミア「がんばらないII」（2004年9月15日、TBS） - 鶴見絵理 役
- めだか（2004年、フジテレビ） - 清水麻由美 役
- 新・京都迷宮案内2 第7シリーズ 第5話（2004年、テレビ朝日） - 田島緑 役
- 大奥〜第一章〜・大奥 第一章 SP（2004年・2005年4月、フジテレビ） - おりさ 役
- 世にも奇妙な物語 春の特別編 (2005年) 「密告（ちくり）ネット」（2005年、フジテレビ） - 中西真里 役
- 名奉行! 大岡越前 第2話（2005年、テレビ朝日） - 小夜 役
- 刑事部屋〜六本木おかしな捜査班〜 第1話（2005年、テレビ朝日） - 宮原聡子 役
- 8・12日航機墜落 20年目の誓い〜天国にいるわが子へ〜（2005年、フジテレビ） - 沢口真美 役
- 鉄道警察官『走る捜査線』（2005年、テレビ東京） - 高木由香 役
- フジテレビヤングシナリオ大賞 unplugged（2005年、フジテレビ） - 長谷川瑞希 役
- 轟轟戦隊ボウケンジャー（2006年2月 - 2007年2月、テレビ朝日） - 西堀さくら / ボウケンピンク 役
- ライフ〜壮絶なイジメと闘う少女の物語〜（2007年6月 - 9月、フジテレビ） - 岩本みどり 役
- シバトラ〜童顔刑事・柴田竹虎〜（2008年7月 - 9月、フジテレビ） - 町田リカ 役
  - シバトラ スペシャル（2009年5月9日、フジテレビ）
  - シバトラ スペシャルII（2010年5月22日、フジテレビ）
- ありふれた奇跡 第10・11話（2009年3月、フジテレビ）
- 黒部の太陽（2009年3月21・22日、フジテレビ） - 滝山響子 役
- 魔女裁判（2009年4月 - 7月、フジテレビ） - 奥寺梨華 役
- チーム・バチスタ2 ジェネラル・ルージュの凱旋（2010年5月18日、関西テレビ） - 下村理沙子 役
- 逃亡弁護士 第4話（2010年7月26日、関西テレビ） - 望月里香 役
- 天使の代理人 Episode3（2010年9月22日 - 29日、東海テレビ） - 武田真弓 役
- 空の開拓者 日野熊蔵伝（2010年10月31日、テレビ熊本） - 日野ヤス（青年期 - 壮年期） 役
- 京都地検の女 第6シリーズ 最終話（2010年12月9日、テレビ朝日） - 矢野梢 役
- おみやさん 第8シリーズ 第6話（2011年6月2日、テレビ朝日） - 宮田まりえ 役
- ドン★キホーテ 第5話（2011年8月6日、日本テレビ） - 朝倉麻紀 役
- 警視庁捜査一課9係 season7 第5話（2012年8月1日、テレビ朝日） - 木原由佳里 役
- 捜査地図の女 第5話（2012年11月22日、テレビ朝日） - 伊藤あづさ 役
- 水曜ミステリー9（テレビ東京）
  - 嘘の証明 犯罪心理分析官・梶原圭子2（2013年1月9日） - 平野璃子 役
  - 立証 〜離婚弁護士 香月佳美（2013年5月29日） - 宮沢芙由美 役
- 月曜ゴールデン「産科医・和泉凜-生と死のカルテ」（2014年3月17日、TBS）
- 東京スカーレット〜警視庁NS係 第7話（2014年8月26日、TBS） - 伊藤エリ 役
- 科捜研の女 第14シリーズ 第4話（2014年11月6日、テレビ朝日） - 早川涼子 役
- 土曜ワイド劇場「人類学者・岬久美子の殺人鑑定5」（2014年11月8日、テレビ朝日） - 鍋島美鈴 役
- 仮面ライダードライブ 第14・15話（2015年1月18日・25日、テレビ朝日） - 七尾リラ 役
- 警視庁捜査一課9係 season10 第10話（2015年7月1日、テレビ朝日） - 広田真妃 役
- 最強のふたり〜京都府警 特別捜査班〜 第6話（2015年8月27日、テレビ朝日） - 石原萌絵 役
- デイジー・ラック 第5話（2018年5月18日、NHK） - 三好佐和子（大和の元嫁） 役

### バラエティ
- おはスタ（1998年 - 2000年、テレビ東京） - 1部時代は月曜日 - 金曜日、翌年おはガールになってからは月曜日担当
  - ゲスト出演（2001年11月27日、2020年9月4日[10]）
- 地球感動配達人 走れ!ポストマン（2008年11月16日 - 2009年3月15日、TBS） - レギュラーポストマン
- イチから住 〜前略、移住しました〜（2016年7月24日 - 10月23日、テレビ朝日） - 青森県青森市浅虫に移住

### オンラインコンテンツ
- Station GAIA（1997年4月配信）
- EZ Today'Sウォッチ・ミニッツストーリー「佐藤さん!」（2007年9月20日配信）「あたり」（2007年10月4日配信）

### オリジナルビデオ
- バトル・ロワイアルII 【特別篇】REVENGE（2005年2月21日、東映ビデオ） - 久瀬遙 役
- スーパー戦隊シリーズ
  - 轟轟戦隊ボウケンジャーVSスーパー戦隊（2007年3月9日、東映ビデオ） - 西堀さくら / ボウケンピンク 役
  - 獣拳戦隊ゲキレンジャーVSボウケンジャー（2008年3月14日、東映ビデオ） - 西堀さくら / ボウケンピンク 役

### イメージビデオ他
- BEACH（2000年、ポニーキャニオン）
- H・A・R・U・K・A 100%（2002年、ユニバーサル）
- day alone〜マノーラと姫ちゃん〜（2005年、エイベックス） - 龍居優香 役

### ラジオドラマ
- ENEOS ON THE WAY COMEDY 道草「トナカイは18歳」「母子草」（TOKYO FM）

### その他ラジオ番組
- サントリー・サタデー・ウェイティング・バー（2007年1月6日、TOKYO FM）
- キリン一番搾りOne More Pint!（2011年10月7日、FM NACK5）

### 音楽PV
- エイジアエンジニア「Orion」（2007年11月28日）

### CM
- 野村トーイ「シンデレラジュエリー」（1994年）
- 大日本除虫菊「金鳥蚊とり線香」（1995年）
- NEC「航空管制システム'95」（1995年）
- 東京電力（1995年）
- ハウス食品「バーモントカレー」（1996年）
- 大正製薬「パブロンSゴールド」（1996年 - 1997年）
- ミサワホーム（1996年）
- 小学館「ピカチュウの冬休み告知」（1998年）
- ブルボン「プチ」（1998年）
- 江崎グリコ「冬のくちどけポッキー」「つぶつぶいちごポッキー」「カルポ」「コロン」（1999年 - 2001年）
- IDO「価格キャンペーン」
- 防衛庁「自衛官募集」（2002年）
- 警視庁「万引防止対策街頭CM」（2002年）
- NTTドコモ東海（2005年）
- ネスレ日本「ネスカフェエクセラ」 - ナレーション

### イメージキャラクター
- 不二家「七五三ポスター」
- トヨタ「ポスター」
- 消防庁「2000年度火災予防ポスター」「2002年春の火災予防ポスター」
- 国税庁「2001年 税を知る週間」
- 財務省「2001年 地震保険」
- 防衛庁「2002年度ポスター、カレンダー」「2003年度ポスター、カレンダー」
- 警察庁「2002年度用警察官採用試験統一ポスター」
- 日本赤十字社「献血キャンペーン」
- ELEMENT

### 舞台
- 世界征服の作り方（2010年6月2日 - 6日、座・高円寺2）
- フィンランド・サマー（2012年4月21日 - 30日、萬劇場） - 進藤亜矢 役
- TheDoor2 〜Farewell〜（2013年6月15日 - 23日、萬劇場） - 寺島美智 役

## 作品

### CD
- OHA-ガール cherry「恋のめざまし時計」、OHA-ガール citrus「MORNING COP」（1999年10月20日、ユニバーサル）
- さくら（2006年12月27日） - 西堀さくら / ボウケンピンク（末永遥）名義

## 書籍
- キラリ11歳 末永遥・児玉真菜・倉本薫（1998年6月、辰巳出版） ISBN 4-88641-317-X
- Baaaaan!!（2000年7月、ワニブックス、撮影：渡辺達生） ISBN 4-8470-2574-1
- はるかーど（2000年11月、ワニブックス、撮影：渡辺達生） ISBN 4-8470-2588-1
- 3（2001年4月、講談社、撮影：渡辺達生） ISBN 4-06-330121-4
- 18 eighteen（2005年4月、近代映画社） ISBN 4-7648-2031-5